# Jean-Luc Muller
 (juin 2017).
Si vous disposez d'ouvrages ou d'articles de référence ou si vous connaissez des sites web de qualité traitant du thème abordé ici, merci de compléter l'article en donnant les références utiles à sa vérifiabilité et en les liant à la section « Notes et références ».
Jean-Luc Muller est un auteur et réalisateur de documentaires et fictions, photographe et musicien français. Il est né le 11 août 1964 à Mulhouse.

## Biographie
Après des études d'anglais à l'université des sciences humaines de Strasbourg, il part en Angleterre, où il vit jusqu'en 1988 et y entreprend un mémoire sur le cinéma britannique.
Il est assistant-réalisateur et formateur bilingue pour le Studio VO/VF, à Paris, organisme de formation pour comédiens professionnel (Acting in English for the Camera), jusqu'en 1992. Il devient ensuite monteur puis réalisateur de films documentaires.
Depuis 2005, il réalise des films documentaires, puis plusieurs films ou clips liés à l'histoire et aux auteurs de bande dessinée, dont une série autour des publications Vaillant. Pour le dessinateur Baru, il élabore le film Génération Baru.
Il donne, parfois en compagnie de l'illusionniste Pierre Switon, des conférences-animations autour de Robert-Houdin et de la prestidigitation au XIXe siècle. Il est président du C.N.A.M.I.  (Conservatoire National des Arts de la Magie et de l'Illusion) depuis octobre 2014. L'association a notamment pu organiser un financement participatif permettant la restauration de la tombe de Robert-Houdin, à l'automne 2021, à l'occasion des 150 ans de la disparition du magicien blésois.

### Réalisateur
- 1995 : Robert-Houdin, une vie de magicien (Documentaire de création - 52 min - l'itinéraire et l’œuvre de Robert-Houdin, « père de la magie moderne » au XIXe siècle.) - Arte - France 3
- 1998 : La Maison de la Magie (film de commande - 90 min - réalisé pour le producteur et collectionneur Christian Fechner dans le cadre de l'ouverture des services à Blois).
- 1999 : Seijo : un petit Japon en Alsace (documentaire 26 min - La vie et les coutumes d'un lycée japonais Seijo, dans le vignoble alsacien) - France 3
- 2001 : L'Illusionniste et le silence (film documentaire de 52 min consacré au magicien Pierre Brahma)
- 2002 : Le Guignoliste des Champs-Élysées - documentaire 52 min coréalisé avec Olivier Taïeb (auteur et réalisateur)
- 2004 : Venues d'ailleurs (documentaire 20 min consacré à l'intégration des femmes immigrées de Compiègne.)
- 2007 : Le Petit Monde de Kamb (documentaire - 26 min -Itinéraire de Jacques Kamb, dessinateur de presse puis pilier du journal Pif-Gadget)
- 2008 : Wanted : dessinateur de l'Ouest (film documentaire 26 min consacré au dessinateur Gerald Forton)
- 2008 : Grivèlerie (court-métrage fiction coréalisé avec Hervé Ganem mettant en scène les personnages des Pieds Nickelés pour leur centenaire)
- 2008 : Lucien : l'histoire d'un come-back (sujet consacré au retour du personnage créé par Frank Margerin et son arrivée dans le magazine Fluide glacial).
- 2009 : Mais qui est donc Roger Trapp ? (Documentaire - 22 min - coécrit par Hervé Ganem - rétrospective fictionnelle de Roger Trapp (Projeté au Cinéma des cinéastes)
- 2009 : Rahan : 40 ans, âge farouche (Documentaire - 20 min - consacré au personnage de BD Rahan et son dessinateur, André Chéret).
- 2009 : Génération Baru (Documentaire - 52 min - Le parcours de Baru). Coprod. France 3
- 2010 : Luis Mariano par Roberto Alagna - Le Soleil dans la Voix (Documentaire 52 min - Le parcours de Luis Mariano évoqué et commenté par Roberto Alagna) - France 3
- 2010 : Chanter pour vivre, vivre pour chanter (documentaire 52 min - Chronique d'une année dans la vie de quatre auteurs-compositeurs : Mell, Alex Toucourt, Eddy laGooyatsh et Greg Voinis)
- 2011 : Partir en fanfare - Captation (28 min) de la soirée Nomade proposée par l'auteur de BD Moebius) le 10 mars 2011 à la Fondation Cartier pour l'art contemporain.
- 2011 : Les Vies du Faubourg (documentaire 3 x 30 min - Le Faubourg Saint-Antoine, entre la Bastille et la Nation) - Coprod Paramax Films - DemainTV Les 3 films sont réunis dans un DVD sous le titre Un P'tit Coin de Faubourg.
- 2012 : Trois films documentaires de 30 min dans la collection Mémoire du Paris Populaire : Ritournelles et Manivelles, Bouquins en Seine et Claude Izner : Sur la Piste du Paris Rétro - coprod. Paramax Films / Demain TV (diffusion fin 2012)
- 2014 : Réalisation de clips vidéo pour l'exposition Les Mondes de Gotlib au Musée d'art et d'histoire du judaïsme, notamment une série d'entretiens avec Marcel Gotlib. Réalisation de clips pour l'exposition Fantasmagique cinéma de la Maison de la magie de Blois.
- 2015 : Réalisation du parcours vidéo (11 clips) de l'exposition Rêves d'automates pour la Maison de la magie Robert-Houdin de Blois.
- 2016 : Parcours vidéo (11 clips) de l'exposition 1001 magies pour la Maison de la magie Robert-Houdin de Blois.
- 2017 : Parcours vidéo (12 clips) de l'exposition Secrets de papier.
- 2018 : Réalisation du parcours vidéo permanent pour la salle Robert-Houdin de la Maison de la magie de Blois, dont un documentaire retraçant sa carrière de magicien, un autre évoquant sa maison du Prieuré de Saint-Gervais et divers clips consacrés à ses inventions.
- 2019 : Réalisation d'un film de reconstitution présentant le magicien Giuseppe Pinetti au XIXe siècle, pour l'exposition Magie et sciences amusantes de la Maison de la magie Robert-Houdin de Blois.
- 2020-2021 : Réalisation du parcours vidéo et d'un film de reconstitution de l'expérience de l'Armoire des Frères Davenport (exposition Esprits fantômes), [3]et du film destiné au spectacle permanent Le Temple des Prestiges, évoquant l'histoire de l'illusionnisme, pour la Maison de la magie Robert-Houdin de Blois.

### Auteur
- 2020 : Auteur de l'ouvrage (catalogue de l'exposition) Pif, 50 ans de magie [4] (CNAMI, Maison de la Magie) évoquant l'histoire de l'illusionnisme présent dans le magazine Pif-Gadget et son prédécesseur Vaillant : les tours expliqués, les gadgets de magie, les prestidigitateurs représentés, etc.
- 2019 : Auteur et directeur artistique de l'ouvrage collectif Autour de Robert-Houdin. Co-auteurs et contributeurs : François Bost, Thibaud Fourrier, Alain Beltran, Patrice Carré, Françoise Collanges, Pierre Taillefer, Jacques Malthête. L'ouvrage contient des entretiens avec Bruno Podalydès, Philippe Beau, Viktor Vincent, Georges Proust et Céline Noulin. Editions Georges Proust.
- 2004 : La Chanson de Julos : le poète par effraction (Documentaire 52 min consacré à l'auteur-compositeur Julos Beaucarne)
- 2000 : Auteur du Mini manuel de magie - livre de prestidigitation en français, pour la Collection Le Trois-demi

### Monteur vidéo
Il est le monteur de, entre autres :
- 1997 : Soir de Première - adaptation de la pièce Opening Night par Michel Carnoy
- 2002 : La Chanson de Melaine : Un barde parmi nous - (coréalisateur) documentaire 52 min - portrait du chanteur Melaine Favennec
- 2002 : Le Guignoliste des Champs-Élysées - documentaire 52 min coréalisé avec Olivier Taïeb (auteur)
- 2003 : Mokens : l'aventure birmane d'un ethnologue - 3 documentaires de 26 min réalisés par Guillaume Juhérian et Léo Scomorovschi
- 2004 : Angkor, état des lieux - 2 documentaires de 26 min réalisés par Guillaume Juhérian et Léo Scomorovschi
- 2004 : Les chéris d'Anne - 13 émissions de 52 min autour de l'humoriste Anne Roumanoff
- 2004 : Pêcheurs de bois au Laos - documentaire 26 min réalisé par Guillaume Juhérian et Léo Scomorovschi
- 2005 : Les migrants des hautes terres - documentaire 52 min
- 2008 : Jazz in NYC :  Concerts de jazz réalisés par Olivier Taïeb
- 2009 : Génération Baru : documentaire 52 min (également réalisateur)
- 2009 : Le Temple des Moines Tatoueurs documentaire 26 min réalisé par Guillaume Juhérian et Léo Scomorovschi
- 2014 - 2015 : Journal des Sciences (pour www.universcience.tv)

## Musicien
Musiques originales composée et interprétées pour les projets et films suivants :
- Crapulas, maître du monde - thème principal et musiques incidentes pour la pièce parodique de Jean-Christophe Ditroÿ (2019)
- Génération Baru - thèmes musicaux du film et musique de la chanson Quéquette Blues, paroles de Jean-Paul Mourlon (2010)
- Rahan : 40 ans, âge farouche - thème principal du film (2009)
- Wanted : dessinateur de l'ouest - musiques du film
- Grivèlerie - musiques originales du court-métrage (2008)
- Toujours la banane - thème accompagnant le court-métrage Lucien : histoire d'un come-back
- DVD Robert-Houdin, une vie de magicien - musiques additionnelles (bonus, etc) (2005)

## Divers
- Concepteur et commissaire de l'exposition Pif-Gadget, 50 ans de magie[4], à la Maison de la magie Robert-Houdin, à Blois, du 6 avril au 22 septembre 2019.
- Traducteur (anglais-français) pour les éditions La Martinière entre 1993 et 2001.
- Prestidigitateur amateur - a collaboré au Livre magique de Sylvain Mirouf (Eds Flammarion ; 1996)